# Almeirim (Pará)
Almeirim é um município brasileiro do estado do Pará, pertencente à Mesorregião do Baixo Amazonas. Localiza-se no norte brasileiro, a uma latitude 01º31'24" sul e a uma longitude 52º34'54" oeste.
Foi colonizada, inicialmente, em 1620, por religiosos portugueses e exploradores neerlandeses porém, somente estabelecida em definitivo a partir do ano de 1685, como um forte português de defesa da navegação naquele trecho do rio Amazonas. Foi elevada à vila ainda no século XVIII, sofrendo seguidas reveses, consolidando-se como município emancipado somente em 24 de novembro de 1930.
É um importante ponto de referência na navegação hidroviária do rio Amazonas, sendo muito frequentado por balsas de carga, barcos e navios de madeira e ferro, além de cruzeiros turísticos.

## Etimologia
A origem do nome do município no Pará advém da cidade de Almeirim em Portugal, ambas possuindo nomes idênticos. O antigo nome de Almeirim (antes de 1758) era Paru, provavelmente do tupi paru, nome de um peixe.

## História
Embora o território municipal seja habitado desde tempos muito antigos por povos indígenas, em especial aos da etnia tupinambá, a historiografia tradicionalmente considera a ocupação aos primeiros estabelecimentos de origem colonial.
O município inclusive está nas áreas consideradas modernamente pela antropologia como parte da grande civilização amazônica dos Cacicados Amazônicos.

### Primeiros contatos com os europeus
Os primeiros contatos dos indígenas com colonizadores europeus possivelmente se deu com a chegada do navegador português Duarte Pacheco Pereira à bacia do rio Amazonas no ano de 1498. Outros contatos com europeus se deram durante o século XVI.
A pedra fundamental do município foi lançada pelos frades capuchos de Santo Antônio que fundaram, nas cercanias do ano de 1620, juntamente com os índios tupinambás, a Aldeia do Paru. Ela prosperou, inclusive quando uniu-se à taba dos índios do Rio Uacapari.

### Construção de fortificações
Vendo a região desguarnecida, os neerlandeses, acompanhados de alguns ingleses, liderados por Pieter Adriaansz, construíram na proximidade da Aldeia de Paru, em 1623, o "Forte do Morro da Velha Pobre". Foram repelidos pela incursão portuguesa liderada por Bento Maciel Parente, que os expulsou de volta para a Zelândia, nos Países Baixos. O forte neerlandês foi destruído.
Maciel Parente ordenou a construção de vários fortes na região, surgindo à época, o Forte do Desterro (atual Monte Alegre). Posteriormente, Francisco da Mota Falcão iniciou, em 1685, a construção de um forte na Aldeia do Paru, sendo que este só foi concluído mais tarde por seu filho, Manoel da Mota e Siqueira. Levantou-se, assim, o Forte do Paru, onde hoje está localizada a Praça do Relógio. Este foi um dos principais fatores do desenvolvimento do povoado Aldeia do Paru.

### Elevação a vila e emancipação
O Governador e Capitão-General da Capitania do Grão-Pará e Maranhão, Francisco Xavier de Mendonça Furtado, por ato administrativo decretou a elevação do povoado à categoria de Vila em 22 de fevereiro de 1758, fato esse desfeito posteriormente no fim do período colonial com o advento da Independência do Brasil em 1822. 
No Governo Provisório da República readquiriu status de Vila pelo decreto estadual nº 109 de 17 de março de 1890 e status de Município pelo decreto estadual nº 110 emitido em igual data.

### Cabanagem em Almeirim
No período do movimento popular e político da Cabanagem, o então povoado de Almeirim foi invadido, saqueado e parcialmente destruído pelos cabanos.

### Coronelismo
Na década de 1880, migrou para a região de Almeirim, o cearense José Júlio de Andrade, nascido em julho de 1862 na cidade de Sobral, atual Itapagé. Futuramente alcunhado Coronel Zé Júlio, veio residir com parente em Benevides, Província do Grão-Pará, no ano de 1885, porém sua vontade de desbravar e auferir fortuna no interior da província lhe motivou a deslocar-se para a região de Almeirim, onde trabalhou com a extração da seringa, andiroba e castanha-do-pará, direcionados à exportação.
O Coronel casou-se em 1897 com a D. Laura Neno de Andrade, filha do Intendente de Almeirim na época, de quem ganhou o Título de Propriedade de uma vasta terra, sendo essa a primeira de várias outras terras que foram assimiladas aos seus domínios. Por volta de 1900 a 1930, ele já era o maior latifundiário da região nos municípios de Almeirim e Porto de Moz, no Estado do Pará, e nos municípios de Laranjal do Jari e Mazagão, no Estado do Amapá. Logo tornou-se também o comerciante local mais rico, comprando o título honorífico militar do Exército de "Coronel da Guarda Nacional", palacetes nas cidades de Belém e Rio de Janeiro, e barcos a vapor (os principais Sobralense, Sobral e Duca Neno).
Elegeu-se Senador da Câmara de Belém com sucessivos mandatos. Foi um homem extremamente influente no campo político, social e econômico do Baixo Amazonas, sua residência localizava-se na Vila de Arumanduba, pertencente ao Município de Almeirim, nela havia uma avançada infraestrutura básica urbana como energia elétrica, botica, escola, centro recreativo, estação telegráfica, porto e igreja.

### Perda e restauração da emancipação
Durante a Revolução de 1930 no Brasil, mais especificamente em 4 de novembro de 1930, Almeirim perdeu a condição de município e suas terras foram adidas ao município de Prainha; sua emancipação somente foi restaurada em 24 de novembro de 1930, através do decreto estadual nº 16.
A lei estadual nº 5 075, de 2 de maio de 1983, criou o distrito municipal de Monte Dourado, uma subdivisão administrativa.

### Década de 1960 -presente
Em 1967 é dado início ao megaempreendimento "Projeto Jari", idealizado pelo bilionário norte-americano Daniel Keith Ludwig. Ele mandou construir uma fábrica de celulose no Japão, na cidade de Kobe, que foi transportada para as proximidades do atual distrito de Monte Dourado.
No final da década de 1970 o projeto começou a extração e a exportação de bauxita e caulim, numa altura em que a infraestrutura do empreendimento passou a contar com um moderno porto e de ferrovias, além de uma bem estruturada company town.

## Geografia
Localiza-se a uma latitude 01º31'24" sul e a uma longitude 52º34'54" oeste, estando a uma altitude de 65 metros. Sua população estimada em 2010 era de 33.614 habitantes, densidade demográfica de 0,46 hab/km², sendo o terceiro maior em extensão territorial do estado do Pará.  Possui uma área de 72.954,798 km², no extremo norte de sua fronteira faz limite com o Distrito de Sipaliwini (Jurisdição Tapahony), no Suriname. No seu território há parte da reserva indígena da tribo dos Waiãpi.

### Clima
Segundo dados do Instituto Nacional de Meteorologia (Inmet), a temperatura mínima registrada em Almeirim foi de 16,4 °C, ocorrida no dia 20 de julho de 1970. Já a máxima foi de 39,2 °C, observada dia 7 de dezembro de 1963. O maior acumulado de chuva registrado na cidade em 24 horas foi de 183,4 mm, em 29 de dezembro de 2005.

## Economia

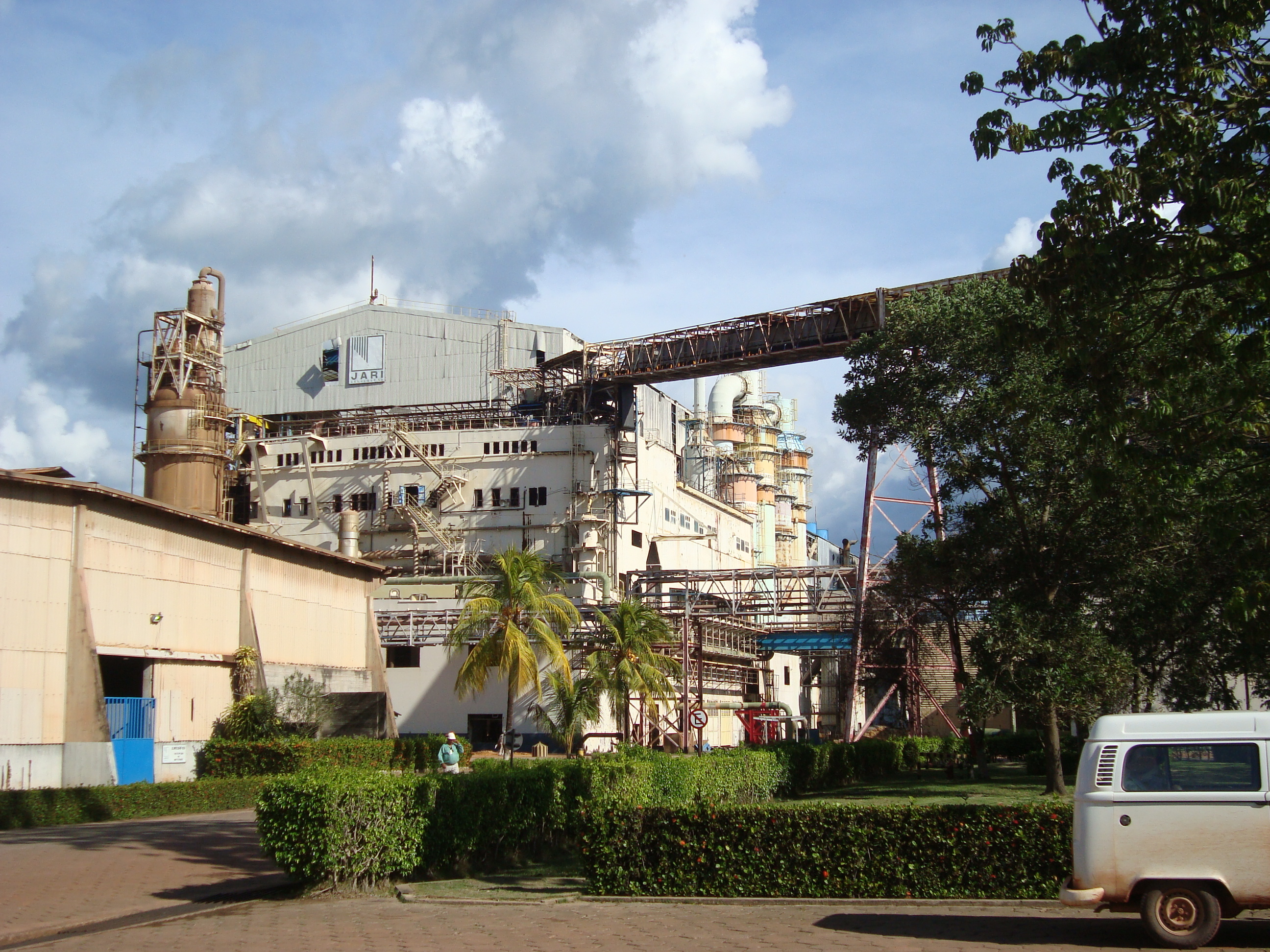
Fábrica de celulose

Segundo dados do IBGE, Almeirim possui a maior produção de leite de búfala do estado do Pará, com 1,2 milhões de litros de leite produzidos em 2006, além da segunda maior do Brasil, atrás apenas de Autazes, no Amazonas.
Acompanhando a produção de leite, Almeirim também é conhecida na região pela qualidade de seus queijos, de variados tipos e sabores.
Entretanto os setores de maior destaque na arrecadação é de extrativismo e processamento vegetal, principalmente de celulose, e; a mineração de caulim e bauxita no nordeste do município.

## Lazer e cultura
A sede de Almeirim é divida em "cidade baixa" e "cidade alta". Município da região do Rio Amazonas que tem seu nome exibido em estilo "hollywoodiano" em um morro visível para o rio.

### Lazer
Os principais pontos de lazer naturais do município são a Serra da Velha Pobre, a cachoeira do Panãma, no Rio Paru e as cachoeiras de Santo Antônio e Macaquara, no Rio Jari. As montanhas existentes e a densa floresta no município são um forte atrativo para o turismo ecológico.

#### Patrimônio Arquitetônico

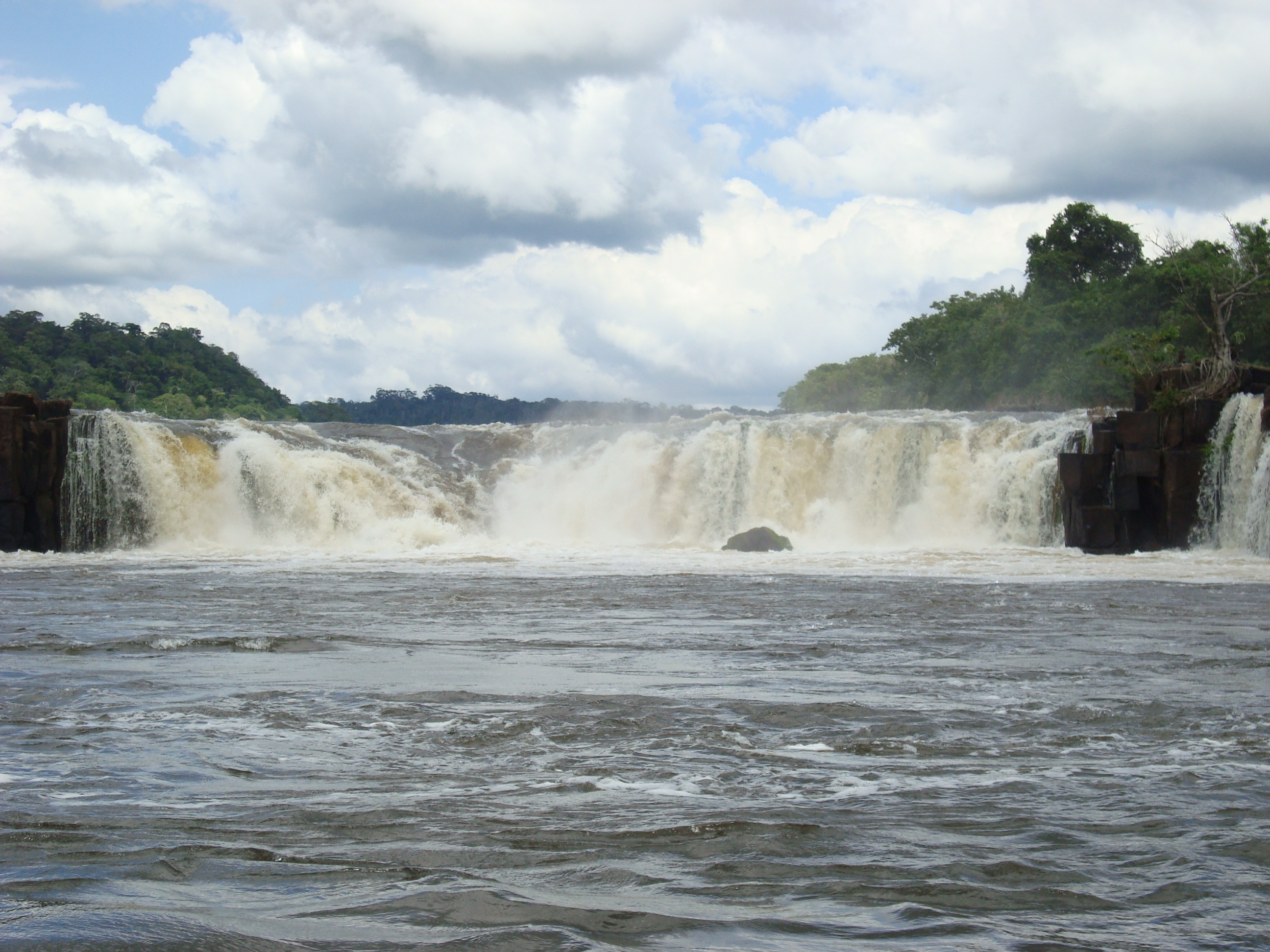
Cachoeira de Panãma

Um fato a se ressaltar também é a arquitetura histórica de Almeirim, principalmente na sede do município, advém do estilo arquitetônico do início do século XX. Os edifícios de mais destaque são: 
- Paço da Prefeitura Municipal (Antiga Sede);
- Igreja Matriz de Nossa Senhora da Conceição (e Casa Paroquial);
- Primeira Igreja Batista (Distrito de Monte Dourado);
- Colégio de Nossa Senhora da Conceição;
- Centro de Saúde (Antigo Prédio);
- Praça do Relógio;
- Praça do Centenário Municipal.

### Cultura
Uma rica cultura, mista de interações entre povos europeus, indígenas, nordestinos e caboclos, se deu em Almeirim, fazendo, deste, um verdadeiro caldeirão de estilos musicais, festas populares, culinária etc.

#### Festejos Municipais
Nos eventos culturais do município, ocorrem apresentações de grupos folclóricos e de música local, bem como exposição e comercialização de objetos culturais e comidas típicas. Os principais festejos são:
- Feira de Arte e Cultura (Fearca) - Agosto
- Festejos e Quermesse da Padroeira Nossa Senhora da Conceição - Dezembro
- Festejos de Natal e Ano-Novo - Dezembro

## Infraestrutura

### Transportes
No transporte aeroviário há o Aeroporto da Serra do Areão, que serve ao distrito de Monte Dourado, localizado a 73 km de distância da sede do município. Na sede há também o Aeródromo de Almeirim, que recebe somente aviões de pequeno porte.
No transporte hidro-fluvial, o município possui o Porto de Almeirim, onde recebe-se a toda hora embarcações de passageiros e cargas de mercadorias que suprem o comércio local. Os barcos de médio e pequeno portes apresentam, na maioria das vezes, como destino final cidades como Santarém, Macapá, Monte Alegre, Porto de Moz e Prainha, enquanto que os navios e barcos de grande porte apresentam como destino final cidades como Santarém, Belém e Manaus, dentre outras. O Porto de Munguba, que atende principalmente ao distrito de Monte Dourado, é especializado em transporte de cargas, sendo capaz também de receber embarcações de passageiros.
Inaugurada em 1979, a Estrada de Ferro Jari é uma das principais ferrovias de cargas da região, sendo responsável pelo transporte da madeira de celulose, bem como de minerais.
O município quase não se pauta no transporte rodoviário, pois a maioria de suas rodovias encontram-se inconclusas. É o caso da PA-254, que, por conta das enormes barreiras geográficas impostas pelo rio Paru, não pode ligar-se ao trecho do município de Prainha. Outro exemplo desta natureza é a BR-156, que liga diversos assentamentos agrários na região central do município, contudo com acesso somente à Monte Dourado, sem conexão com a sede do município; esta rodovia permite a comunicação entre Monte Dourado e a capital do Amapá, Macapá. Irrisórios 23 quilômetros de mata fechada impedem a comunicação entre a PA-254 e a BR-156.

### Educação
A única instituição pública de ensino superior com polo no município é a Universidade Federal do Oeste do Pará, ofertando, em período intervalar, as graduações em biologia e química, história e geografia, matemática e física, letras (inglês e português) e pedagogia.

## Curiosidade
Almeirim é a cidade natal da cantora Joelma, ex-vocalista da banda Calypso.